# Tina Gustafsson
Tina Gustafsson (n. 30 septembrie 1962, Norrköping, Östergötland, Suedia) este o înotătoare ce a reprezentat Suedia, medaliată olimpică. A participat la o ediție a Jocurilor Olimpice (1980) în care a câștigat o medalie de argint.

## Participări
Lista de mai jos prezintă principalele competiții la care a participat Tina Gustafsson de-a lungul carierei.
- swimming at the 1980 Summer Olympics – women's 4 × 100 metre freestyle relay[*]